# Echium humile
Echium humile là loài thực vật có hoa trong họ Mồ hôi. Loài này được Desf. mô tả khoa học đầu tiên năm 1798.